# Gynandrobremia viciae
Gynandrobremia viciae är en tvåvingeart som beskrevs av Boris Mamaev 1965. Gynandrobremia viciae ingår i släktet Gynandrobremia och familjen gallmyggor. Inga underarter finns listade i Catalogue of Life.